# Linda Hogan
Linda Hogan, pseudonimo di Linda Marie Bollea, nata Linda Marie Claridge (Miami, 24 agosto 1959), è un personaggio televisivo statunitense, conosciuta per essere stata la moglie di Hulk Hogan e per essere stata protagonista del programma televisivo riguardo alla famiglia Hogan ovvero Hogan Knows Best.

## Biografia
Linda incontra per la prima volta Hulk Hogan in un ristorante a Los Angeles. Per oltre due anni Linda e Hogan hanno avuto una relazione telefonica. La coppia si sposa nel 1983. Nel 1988 la coppia ha la sua prima figlia di nome Brooke Hogan e più tardi nel 1990 la coppia ha il suo secondo figlio Nick Hogan. Nel 1995 Linda appare nell'album di Hogan intitolato Hulk Rules. Nel 2005 Brooke Hogan crea un programma che riguarda tutta la famiglia Hogan con il nome di Hogan Knows Best. La coppia divorzia il 20 novembre 2007, quando questo commento arrivò a Terry Bollea lui disse che non sapeva che sua moglie aveva fatto le carte per il divorzio.

### Morte di Hulk Hogan
Linda Hogan diffuse un messaggio circa La notizia della morte di Hulk Hogan, avvenuta il 24 luglio all'età di 71 anni a causa di un infarto. Disse di essere "devastata" dalla morte del suo ex marito. Linda, separatasi dalla leggenda del wrestling nel 2007 dopo 24 anni di matrimonio, ammise che la morte del suo ex marito è stata un "enorme shock" e che la notizia l'ha colpita "molto duramente".